# Prorogonophora perspicua
Prorogonophora perspicua is een platworm (Platyhelminthes). De worm is tweeslachtig. De soort leeft in het zoute water.
Het geslacht Prorogonophora, waarin de platworm wordt geplaatst, wordt tot de familie Protomonotresidae gerekend. De wetenschappelijke naam van de soort werd voor het eerst geldig gepubliceerd in 1954 door Riedl.